# Francesc Xavier Ballabriga i Cases
Francesc Xavier Ballabriga i Cases (Solsona, El Solsonès, 23 de desembre de 1950), empresari i polític català, va ser entre d'altres president del Consell Comarcal del Solsonès (1991-1999) i diputat al Parlament de Catalunya (2003-2006) i actualment es dedica exclusivament a la seva activitat empresarial.

## Biografia
És llicenciat en Economia i en Administració i Direcció d'Empreses per la Universitat Abat Oliva CEU i professor mercantil per l'Escola Universitària d'Estudis Empresarials de Sabadell.
Militant de Convergència Democràtica de Catalunya (CDC) des dels seus inicis, ha estat president comarcal del Solsonès, conseller nacional del partit i president de la Federació de Lleida.
La seva activitat pública va començar a l'Ajuntament de Solsona en el qual va ser regidor entre els anys 1979 i 2000. Va formar part dels equips de govern de l'alcalde Ramon Llumà on va ser nomenat primer tinent d'alcalde (1979-1983) i delegat de Finances i del Consell Comarcal (1979-1983), de la Mancomunitat d'Aigües i d'Ensenyament (1981-1983), de la Mancomunitat d'Abastament d'Aigües (1983-1987), d'Economia i Finances i de les Relacions amb el Consell Comarcal (1987-1991), d'Economia i Finances, Sanitat i Administració (1991-1999) i de Sanitat, Serveis Socials i Hisenda (1999-2000).
Entre 1988 i 1999 va ser vicepresident de la Diputació de Lleida on va ser el responsable de l'Àrea de Promoció Econòmica, vicepresident del Patronat Intercomarcal de Turisme i del Patronat de Promoció Econòmica.
El 1992 va ser elegit president del Consell Comarcal del Solsonès, càrrec que va ocupar fins al 1999.
Entre el 1999 i el 2003 va ser director general de Desenvolupament Rural de la Generalitat de Catalunya.
A les eleccions al Parlament de Catalunya de 2003 va ser elegit diputat a la VII legislatura.
El 2006 va abandonar l'activitat política i es va centrar de manera exclusiva en la seva activitat empresarial desenvolupada, fonamentalment, per mitjà de Tegecom Lleida, SLP, assessoria d'empreses, i de Gerentia Busines Model Innovation, SL, consultora d'innovació.
Ha estat fundador i president de la Mancomunitat d'Abastament d'Aigües del Solsonès (1980-1999), del Centre Tecnològic Forestal de Catalunya (CTFC) (1994-2004) i de la Fundació CEDRICAT (2004-2014). Ha format part dels Consells d'Administració de la Caixa d'Estalvis i Pensions de Barcelona (1995-1999), de l'Institut Català de Crèdit Agrari i de Regs de Catalunya, SA (REGSA) (2000-2003) i de l'European Forest Institute (2002-2008). També integrat el Consell Social de la Universitat de Lleida (1999-2003) i ha estat president de la Fundació Centre Sanitari del Solsonès (1993-1999) i de Promotora d'Exportacions Agroalimentàries Catalanes (PRODECA) (2000-2003).
El 2019 fou investigat per un presumpte delicte de revelació de secrets i tràfic d'influències a la Diputació de Lleida.